# Manuel Gómez Morin
Manuel Gómez Morin (27. februar 1897 – 19. april 1972) var en mexikansk politiker. Han var med i «Los Siete Sabios» og grundlæggelsen af Partido Acción Nacional hvor han var leder mellem 1939 og 1949. Gómez havde en vigtig rolle i Mexicos pengepolitik. Fra oktober 1933 til oktober 1934 var han rektor ved UNAM.